# Jean Louis François de Gozon
Jean Louis François Dieudonné de Gozon est un homme politique français né le 25 août 1780 à Saux (Lot) et décédé le 30 novembre 1870 à Saux.
Maire de Saux, il est député du Lot de 1824 à 1827, siégeant dans la majorité soutenant les gouvernements de la Restauration, sans avoir de réelle activité parlementaire.

## Sources
- « Jean Louis François de Gozon », dans Adolphe Robert et Gaston Cougny, Dictionnaire des parlementaires français, Edgar Bourloton, 1889-1891 [détail de l’édition]